# Billy Wright
William Ambrose Wright, mais conhecido como Billy Wright, CBE (Ironbridge, 6 de fevereiro de 1924 – Londres, 3 de setembro de 1994) foi um futebolista e treinador inglês. Jogou por toda sua carreira no Wolverhampton Wanderers, onde foi eleito o melhor jogador inglês de futebol em 1952. Wright também disputou três copas do mundo pela Inglaterra, sendo capitão em ambas.

## Carreira

### Wolves
Nascido em Ironbridge, dedicou toda sua carreira dentro dos campos ao Wolverhampton Wanderers. Chegou ao clube quando tinha apenas dez anos, estreando na equipe B quatro anos depois. Já sua estreia na equipe principal aconteceria pouco tempo depois, quando tinha quinze, vencendo o Notts County por 2 x 1, em 1939. Porém, esta partida aconteceu durante o início da Segunda Guerra Mundial, não sendo considerada oficial. Sua estreia oficial é considerada na temporada 1945-46, quando o Wolves disputou uma partida pela Copa da Inglaterra com o Lovells Athletic, tendo terminado em 2 x 2.
Wright assinou seu primeiro contrato profissional com dezessete anos, mas com o agravamento da guerra, o clube acabou suspendendo as suas partidas. Fora convidado durante o período para defender o Leicester City durante algumas partidas, retornando em 1942. No ano seguinte, ingressou na guerra, mas continuou atuando em partidas regionais do Wolves, tendo disputando mais de 100 partidas durante o período de guerra. Após o término da guerra, Wright foi nomeado capitão da equipe, após a aposentadoria de Stan Cullis.
Durante os anos seguintes, o clube passou a viver seus melhores momentos em sua história, conquistando um tricampeonato inglês, além de um título da Copa da Inglaterra. Neste período, que durou alguns anos, Wright ficou de fora de apenas 31 partidas. No total, disputou 541 partidas pelo clube, marcando dezesseis vezes. Além dos seus grandes números, Wright nunca recebeu um cartão amarelo ou vermelho na carreira.

## Seleção Inglesa

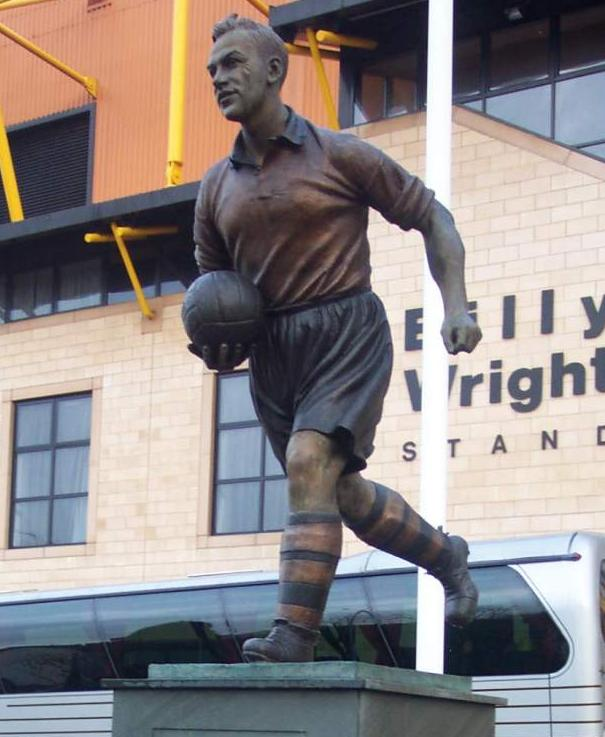
Estátua de Billy Wright

Suas atuações logo lhe renderam suas primeiras convocações para a Seleção Inglesa, fazendo sua estreia em 19 de janeiro de 1946 numa partida amistosa contra a Bélgica. Pouco tempo depois, em 1948, Wright seria nomeado capitão da equipe e ocuparia o posto durante os doze anos seguintes, disputando 90 partidas com a faixa, recorde compartilhado com Bobby Moore.
Quatro anos depois, quando disputou sua quadragésima segunda partida, superou Bob Crompton em número de partidas pela Seleção, se tornando o jogador com mais aparições. No total, disputou 105 partidas (70 consecutivas), marcando três vezes.
Wright também fora o capitão da Seleção nas três primeira participações inglesas em Copas do Mundo: 1950 (disputou três partidas), 1954 (disputou outras três partidas) e 1958 (nesta, disputou quatro partidas).
Também fora o primeiro jogador na história a disputar 100 partidas por sua seleção. Seu recorde permaneceria durante alguns anos, quando seu ex-companheiro Bobby Charlton quebrou o mesmo. Sua última partida aconteceu numa histórica vitória sobre os Estados Unidos por 8 x 1.

## Títulos
Wolverhampton Wanderers
- Copa da Inglaterra: 1949
- Supercopa da Inglaterra: 1949, 1954, 1959
- Campeonato Inglês: 1954, 1958, 1959

### Individuais
- Jogador Inglês do Ano: 1952